# Reliquaire de Touyl
 (mars 2023).

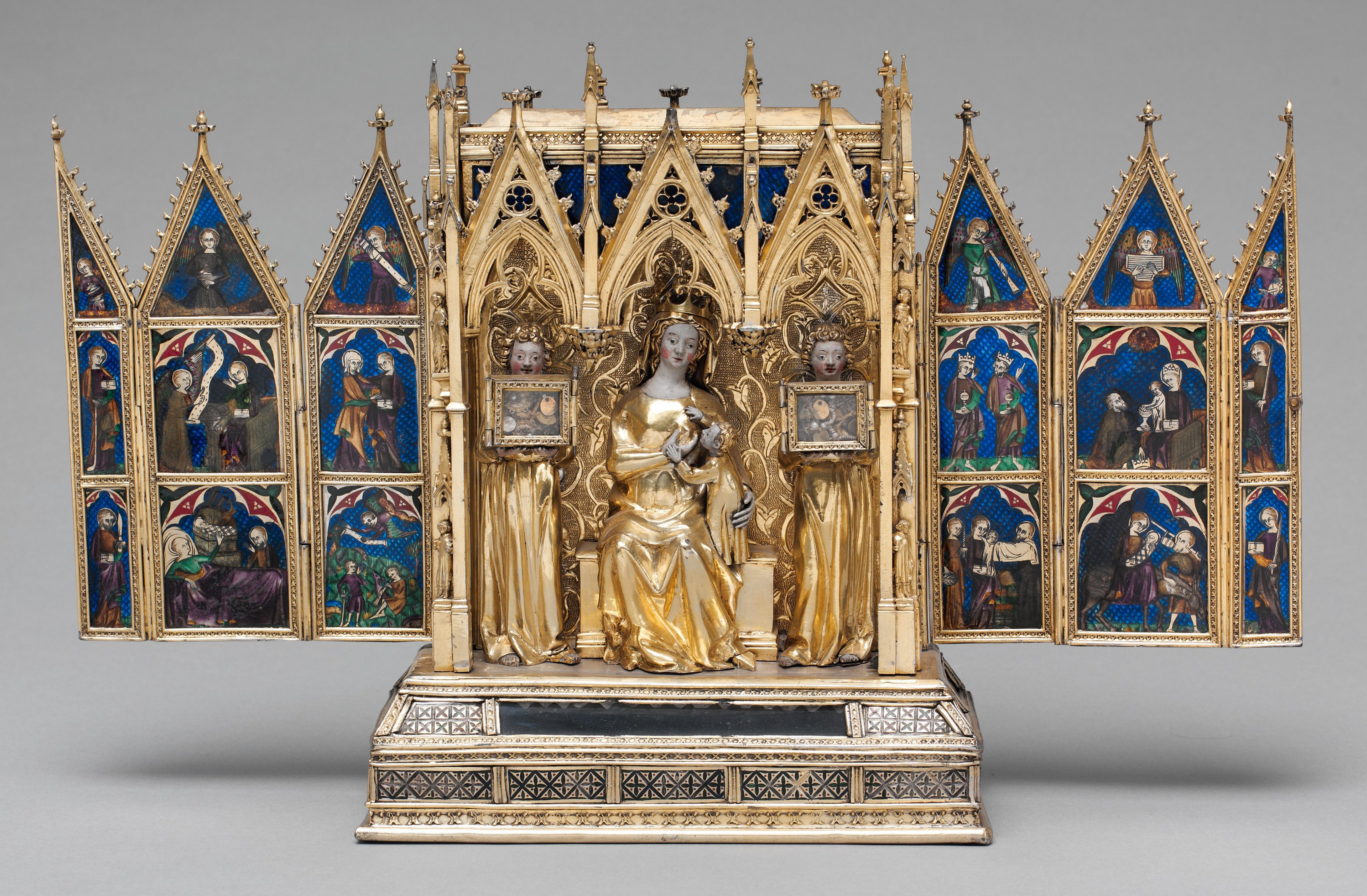
Sanctuaire reliquaire, ouvert : 25,4 × 40,6 cm. Les Cloîtres, New York

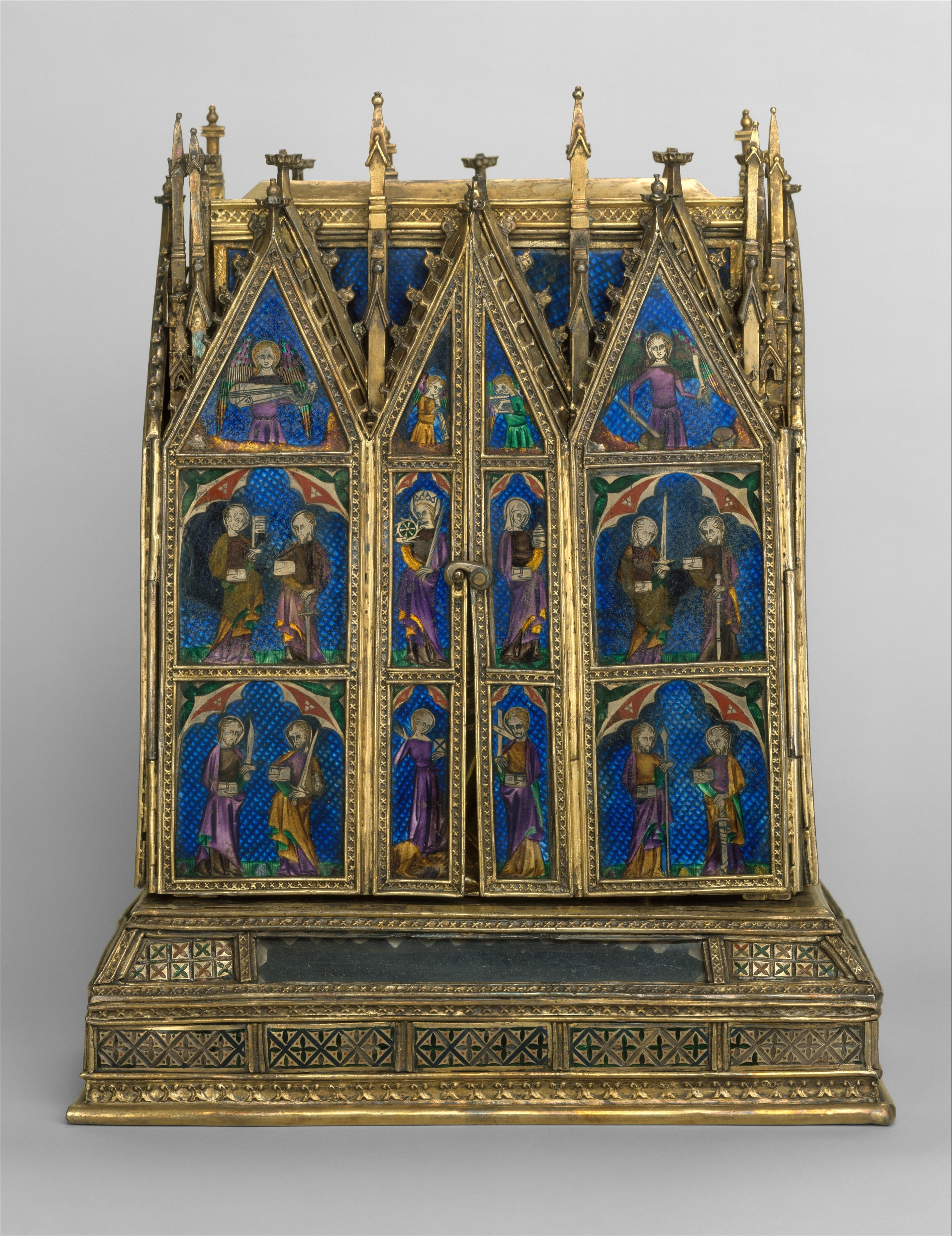
Vue fermée

Le Reliquaire de Touyl (ou Châsse de Touyl) est un reliquaire complexe du XIVe siècle, conservé dans le musée The Cloisters (département du Metropolitan Museum of Art) à New York. Il est fait d'émail translucide, d'argent doré et de peinture, et daté d'environ 1325-50. Bien qu'évoqué pour la première fois dans un couvent de Budapest, son style et ses influences trahissent l'artisanat français. Il a été attribué par le Met à Jean de Toul, écrit Jehan de Touyl dans une source française de 1328, un orfèvre français dont on sait peu de choses, mais qui est associé à un petit nombre d'œuvres aux caractéristiques stylistiques similaires.
La partie centrale représente la Vierge intronisée et l'enfant Jésus, les panneaux articulés sont peints des deux côtés avec des scènes allant de l'Annonciation à l'enfance de Jésus. Dans le christianisme médiéval, les reliques les plus sacrées étaient celles associées à la Vierge à l'Enfant.

## Description

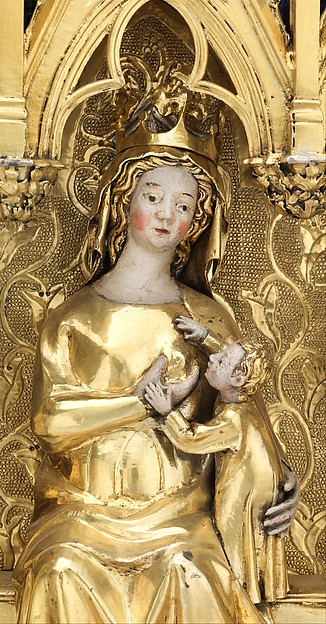
Détail de la Vierge à l'Enfant. A noter ses mains anormalement grandes

Ce reliquaire est l'un des quatre exemples existants réalisés en vermeil et émail du début du XIVe siècle. Le panneau central montre la Vierge et l'Enfant entourés d'anges, placés dans un sanctuaire architectural gothique élaboré. La Vierge est intronisée et allaite l'enfant Jésus avec son sein. Il est en vermeil, émail translucide, avec des surfaces peintes. L'œuvre semble imiter l'espace d'une église. Les arcs et les voûtes sont décrits en argent doré, les panneaux d'ailes sont en émail et dans leur colorisation, figuration et perspective, semblent destinés à évoquer les vitraux. L'oeuvre est de style gothique international.

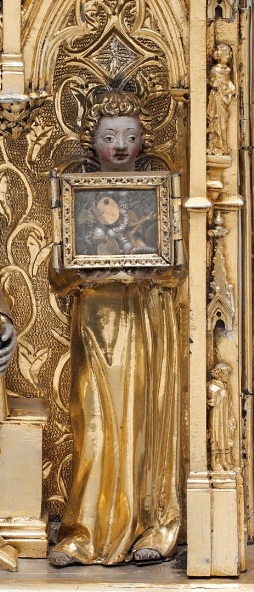
Détail de l'ange de droite dans le panneau central, avec des figures bibliques dans des niches, horizontalement le long du bord droit

La Vierge et l'Enfant Jésus sont situés dans un dais voûté, flanqué de deux anges. L'espace architectural complexe et minutieusement décrit semble imiter une église du début du XIVe siècle. Les bords du panneau central sont bordés d'une série de saints sculptés dans des niches. Chacun des deux panneaux extérieurs contient trois panneaux pliables, représentant des scènes de la Vie de la Vierge et de l'Enfant Jésus. Chacun des six panneaux latéraux est couronné par un panneau triangulaire contenant un ange musicien. Le cadre contient un certain nombre d'éléments reflétant la conception architecturale gothique de l'époque, dont des voûtes nervurées, des contreforts avec des figures de saints et des arcs trilobés. Compte tenu de sa petite taille, il était probablement destiné à être un objet domestique, pour la prière privée.

## Provenance
Sa structure élaborée et son savoir-faire suprême indiquent qu'il a été commandé par des membres de l'échelon supérieur de la société. Le reliquaire est enregistré pour la première fois dans les inventaires des XVIIe et XVIIIe siècles du couvent du couvent des Clarisses de Buda, dans l'actuelle Budapest. Il a probablement été acheté au XIVe siècle par Élisabeth de Pologne, reine de Hongrie, qui a fondé le couvent. Il faisait partie de la collection de la baronne Clarice de Rothschild, avant d'être acquis par le Metropolitan Museum of Art en 1962.

## Galerie

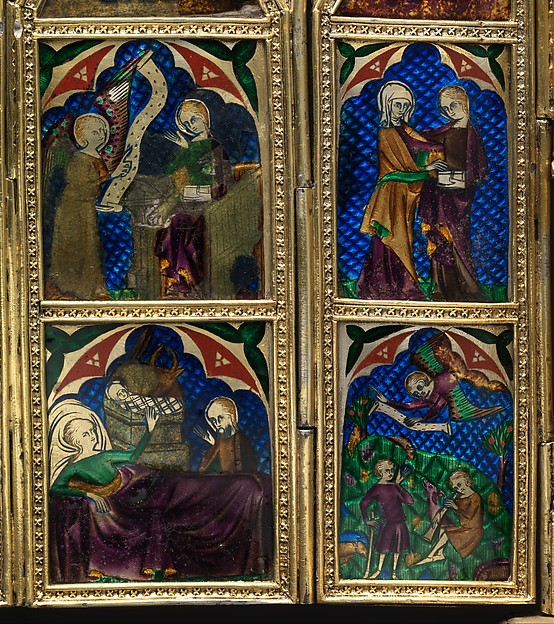
Détail, aile gauche
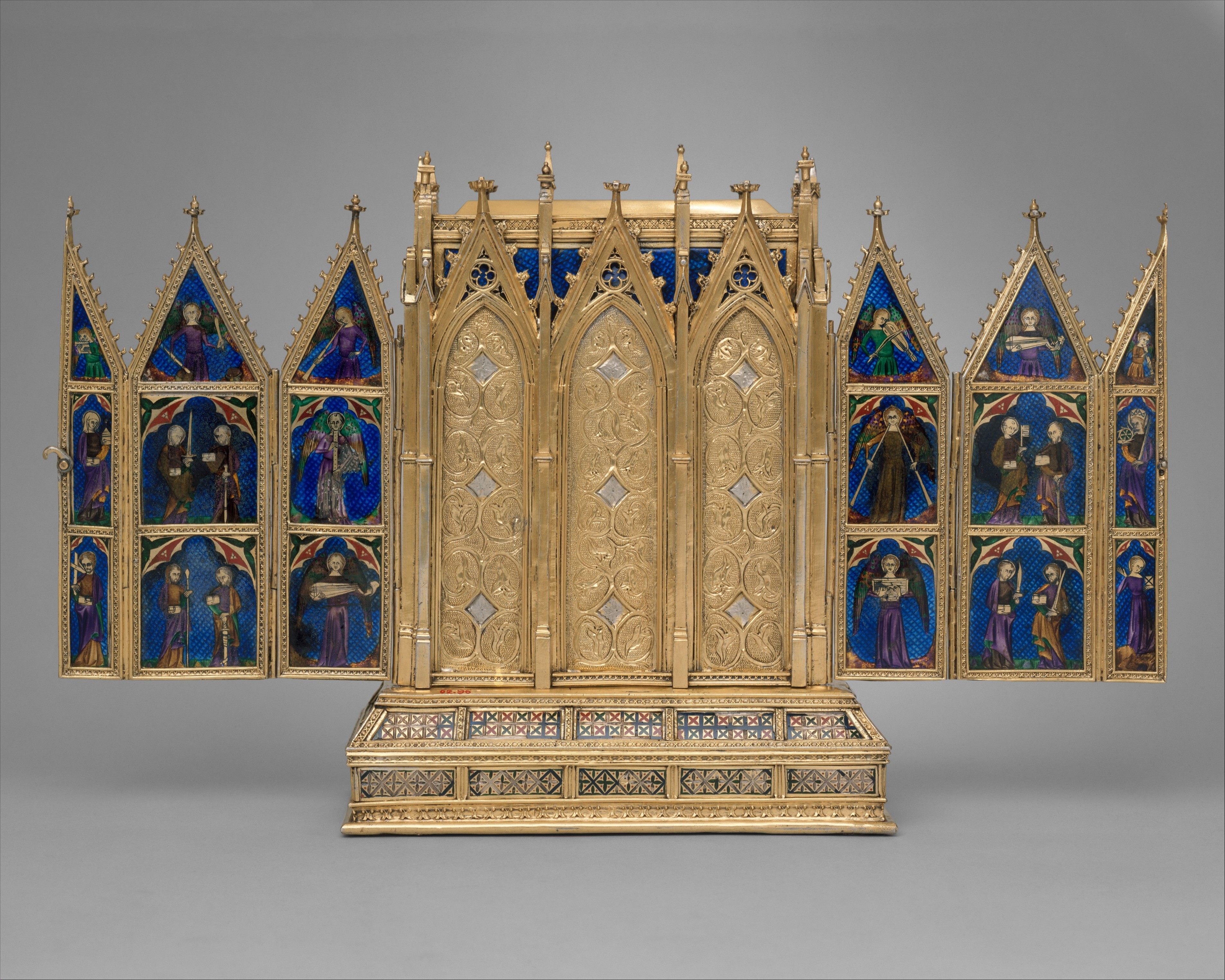
Verso, avec les battants repliés
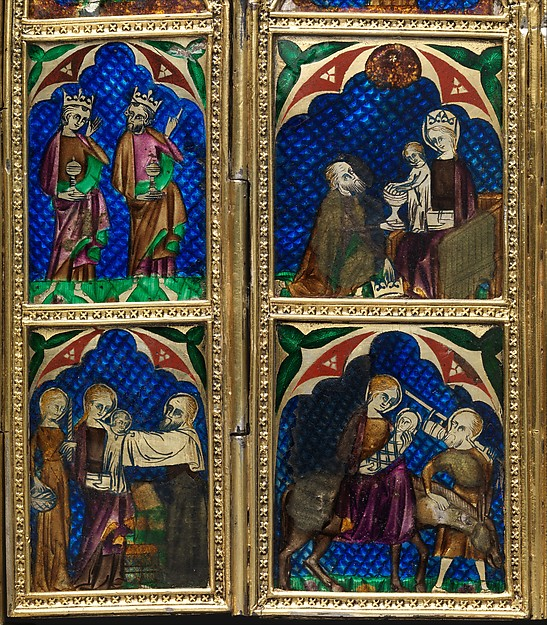
Détail, aile droite

## Source de traduction
- (en) Cet article est partiellement ou en totalité issu de l’article de Wikipédia en anglais intitulé « Reliquary Shrine (de Touyl) » (voir la liste des auteurs).